# Perito
Perito ist eine Gemeinde mit 801 Einwohnern (Stand 31. Dezember 2023) im Südwesten Italiens in der Provinz Salerno (Region Kampanien). Der Ort ist Teil des Nationalparks Cilento und Vallo di Diano sowie der Comunità Montana Zona del Gelbison e Cervati.

## Geografie
Der Ort liegt im Westen des Nationalparks Cilento, etwa 2 km südlich des Alento-Stausees. Zur Gemeinde gehört noch die Ortschaft Ostigliano, die sich nördlich des Hauptortes befindet. Die Nachbargemeinden sind Cicerale, Lustra, Monteforte Cilento, Orria, Prignano Cilento, Rutino und Salento.
Perito liegt an einem Hang des Alento-Tals und ist über die SS18 von Agropoli aus gut erreichbar. Der Ort ist Teil des Nationalparks Cilento und Vallo di Diano.